# Kardynałowie z nominacji Innocentego XI
Papież Innocenty XI (1676–1689) kreował na dwóch konsystorzach 43 kardynałów, w tym dwóch Polaków. Jeden z jego nominatów, Antonio Pignatelli, został na konklawe w 1691 wybrany papieżem jako Innocenty XII.

## Nominacje 1 września 1681
1. Giambattista Spinola, gubernator Rzymu – kardynał prezbiter S. Cecilia (tytuł nadany 22 września 1681), następnie kardynał prezbiter S. Agnese fuori le mura (20 lutego 1686), kardynał prezbiter S. Maria in Trastevere (7 kwietnia 1698), zm. 4 stycznia 1704
2. Antonio Pignatelli del Rastrello, arcybiskup Lecce, prefekt Domu Papieskiego – kardynał prezbiter S. Pancrazio (tytuł nadany 22 września 1681), od 12 lipca 1691 papież Innocenty XII, zm. 27 września 1700
3. Stefano Brancaccio, arcybiskup Viterbo, sekretarz Kongregacji ds. Soboru Trydenckiego – kardynał prezbiter S. Maria della Pace (tytuł nadany 22 września 1681), zm. 8 września 1682
4. Stefano Agostini, datariusz papieski, tytularny arcybiskup Heraklei – kardynał prezbiter S. Giovanni a Porta Latina (tytuł nadany 22 września 1681), zm. 21 marca 1683
5. Francesco Bonvisi, tytularny arcybiskup Tessaloniki, nuncjusz w Austrii – kardynał prezbiter S. Stefano al Monte Celio (tytuł nadany 14 listopada 1689), zm. 25 sierpnia 1700
6. Savo Millini, tytularny arcybiskup Cezarei, nuncjusz w Hiszpanii – kardynał prezbiter S. Maria del Popolo (tytuł nadany 12 sierpnia 1686), następnie kardynał prezbiter S. Pietro in Vincoli (12 grudnia 1689), zm. 10 lutego 1701
7. Federico Visconti, arcybiskup elekt Mediolanu – kardynał prezbiter S. Alessio (tytuł nadany 22 września 1681), zm. 7 stycznia 1693
8. Marco Galli, biskup Rimini – kardynał prezbiter S. Pietro in Montorio (tytuł nadany 17 listopada 1681), zm. 24 lipca 1683
9. Flaminio Taja, audytor Roty Rzymskiej – kardynał prezbiter Ss. Nereo ed Achilleo (tytuł nadany 17 listopada 1681), zm. 5 października 1682
10. Raimondo Capizucchi OP, Mistrz Świętego Pałacu – kardynał prezbiter S. Stefano al Monte Celio (tytuł nadany 22 września 1681), następnie kardynał prezbiter S. Maria degli Angeli (3 marca 1687), zm. 22 kwietnia 1691
11. Giovanni Battista de Luca, audytor Jego Świątobliwości, referendarz Obojga Sygnatur – kardynał prezbiter S. Girolamo degli Schiavoni (tytuł nadany 22 września 1681), zm. 5 lutego 1683
12. Lorenzo Brancati di Lauria OFMConv – kardynał prezbiter S. Agostino (tytuł nadany 22 września 1681), następnie kardynał prezbiter Ss. XII Apostoli (1 grudnia 1681), zm. 30 listopada 1693
13. Urbano Sacchetti, audytor Kamery Apostolskiej – kardynał diakon S. Maria della Scala (tytuł nadany 22 września 1681), następnie kardynał diakon S. Maria in Via Lata (28 listopada 1689), kardynał prezbiter S. Bernardo alle Terme (22 grudnia 1693), kardynał prezbiter S. Maria in Trastevere (14 stycznia 1704, zm. 6 kwietnia 1705
14. Gianfrancesco Ginetti, skarbnik generalny Kamery Apostolskiej – kardynał diakon S. Maria della Scala (tytuł nadany 22 września 1681), następnie kardynał diakon S. Angelo in Pescheria (12 stycznia 1682), kardynał diakon S. Nicola in Carcere (28 listopada 1689), zm. 18 września 1691
15. Benedetto Pamphili OSIoHieros, wielki przeor zakonu joannitów w Rzymie, krewny Innocentego X – kardynał diakon S. Maria in Portico (tytuł nadany 22 września 1681), następnie kardynał diakon S. Cesareo in Palatio (30 kwietnia 1685), kardynał diakon S. Maria in Cosmedin (30 września 1686), kardynał diakon S. Agata in Suburra (17 maja 1688), kardynał diakon S. Maria in Via Lata (22 grudnia 1693), zm. 22 marca 1730
16. Michelangelo Ricci, sekretarz Kongregacji ds. Odpustów i Świętych Relikwii – kardynał diakon S. Maria in Aquiro (tytuł nadany 17 listopada 1681), zm. 12 maja 1682

## Nominacje 2 września 1686
1. Giacomo de Angelis, wicegerent Rzymu – kardynał prezbiter S. Maria in Aracoeli (tytuł nadany 30 września 1686), zm. 15 września 1695
2. Opizio Pallavicini, tytularny arcybiskup Efezu, nuncjusz w Polsce – kardynał prezbiter Ss. Silvestro e Martino (tytuł nadany 14 listopada 1689), zm. 11 lutego 1700
3. Angelo Maria Ranuzzi, arcybiskup Fano – kardynał prezbiter bez tytułu, zm. 27 września 1689
4. Maximilian Gandolph von Künburg, arcybiskup Salzburga – kardynał prezbiter bez tytułu, zm. 3 maja 1687
5. Veríssimo de Lencastre, inkwizytor generalny Portugalii – kardynał prezbiter bez tytułu, zm. 12 grudnia 1692
6. Marcello Durazzo, tytularny arcybiskup Chalcedonu, nuncjusz w Hiszpanii – kardynał prezbiter S. Prisca (tytuł nadany 14 listopada 1689), następnie kardynał prezbiter S. Pietro in Vincoli (21 lutego 1701), zm. 27 kwietnia 1710
7. Orazio Mattei, tytularny arcybiskup Damaszku, prefekt Pałacu Apostolskiego – kardynał prezbiter S. Lorenzo in Panisperna (tytuł nadany 30 września 1686), zm. 18 stycznia 1688
8. Marcantonio Barbarigo, biskup Korfu – kardynał prezbiter S. Susanna (tytuł nadany 30 września 1686), następnie kardynał prezbiter S. Marco (1 lipca 1697), zm. 26 maja 1706
9. Carlo Stefano Anastasio Ciceri, biskup Como – kardynał prezbiter S. Agostino (tytuł nadany 7 lipca 1687), zm. 24 czerwca 1694
10. Leopold Karl von Kollonitsch, biskup Wiener Neustadt – kardynał prezbiter S. Girolamo degli Schiavoni (tytuł nadany 14 listopada 1689), zm. 20 stycznia 1707
11. Etienne Le Camus, biskup Grenoble – kardynał prezbiter S. Maria degli Angeli (tytuł nadany 8 sierpnia 1691), zm. 12 września 1707
12. Johannes von Goes, biskup Gurk – kardynał prezbiter S. Pietro in Montorio (tytuł nadany 14 listopada 1689), zm. 19 października 1696
13. Augustyn Michał Stefan Radziejowski, biskup Warmii, podkanclerzy koronny – kardynał prezbiter S. Maria della Pace (tytuł nadany 14 listopada 1689), zm. 11 października 1705
14. Pier Matteo Petrucci Orat, biskup Jesi – kardynał prezbiter S. Marcello (tytuł nadany 9 czerwca 1687), zm. 5 lipca 1701
15. Pedro de Salazar Gutiérrez de Toledo, biskup Salamanki – kardynał prezbiter S. Croce in Gerusalemme (tytuł nadany 14 listopada 1689), zm. 15 sierpnia 1706
16. Wilhelm Egon von Fürstenberg, biskup Strasbourga – kardynał prezbiter S. Onofrio (tytuł nadany 14 listopada 1689), zm. 9 kwietnia 1704
17. Jan Kazimierz Denhoff, preceptor szpitala S. Spirito in Sassia, minister pełnomocny króla Polski Jana III – kardynał prezbiter S. Giovanni a Porta Latina (tytuł nadany 30 września 1686), zm. 20 czerwca 1697
18. José Sáenz de Aguirre OSB – kardynał prezbiter S. Balbina (tytuł nadany 10 listopada 1687), następnie S. Maria sopra Minerva (30 sierpnia 1694), zm. 19 sierpnia 1699
19. Leandro Colloredo Orat – kardynał prezbiter S. Pietro in Montorio (tytuł nadany 30 września 1686), następnie kardynał prezbiter Ss. Nereo ed Achilleo (7 listopada 1689), kardynał prezbiter S. Maria in Trastevere (27 kwietnia 1705), zm. 11 stycznia 1709
20. Fortunato Ilario Carafa della Spina – kardynał prezbiter Ss. Giovanni e Paolo (tytuł nadany 7 lipca 1687), zm. 16 stycznia 1697
21. Domenico Maria Corsi, audytor Kamery Apostolskiej – kardynał diakon S. Eustachio (tytuł nadany 30 września 1686), następnie kardynał prezbiter S. Pietro in Montorio (3 grudnia 1696), zm. 6 listopada 1697
22. Giovanni Francesco Negroni, skarbnik generalny Kamery Apostolskiej – kardynał diakon S. Cesareo in Palatio (tytuł nadany 30 września 1686), następnie kardynał diakon S. Maria in Aracoeli (2 stycznia 1696), kardynał prezbiter S. Maria in Aracoeli (2 września 1696), zm. 1 stycznia 1713
23. Fulvio Astalli, kleryk Kamery Apostolskiej – kardynał diakon S. Giorgio in Velabro (tytuł nadany 30 września 1686), następnie kardynał diakon S. Maria in Cosmedin (17 maja 1688), kardynał diakon Ss. Cosma e Damiano (19 października 1689), kardynał prezbiter Ss. Quirico e Giulitta (19 lutego 1710), kardynał prezbiter S. Pietro in Vincoli (7 maja 1710), kardynał biskup Sabiny (16 kwietnia 1714), kardynał biskup Ostia e Velletri (26 kwietnia 1719), zm. 14 stycznia 1721
24. Gasparo Cavalieri, kleryk Kamery Apostolskiej – kardynał diakon S. Maria in Aquiro (tytuł nadany 30 września 1686), następnie kardynał diakon S. Giorgio in Velabro (17 maja 1688), kardynał diakon S. Angelo in Pescheria (28 listopada 1689), zm. 17 sierpnia 1690
25. Johannes Walter Sluse, sekretarz ds. Brewe Apostolskich – kardynał diakon S. Maria della Scala (tytuł nadany 30 września 1686), zm. 7 lipca 1687
26. Francesco Maria de’ Medici, syn wielkiego księcia Toskanii Ferdynanda II de’ Medici – kardynał diakon S. Maria in Domnica (tytuł nadany 9 lipca 1687); zrezygnował z godności kardynalskiej 19 czerwca 1709, zm. 3 lutego 1711
27. Reginald d’Este, krewny księcia Modeny Franciszka II d’Este – kardynał diakon S. Maria della Scala (tytuł nadany 20 grudnia 1688); zrezygnował z godności kardynalskiej 21 marca 1695, zm. 22 października 1737